# Cố Tường Binh
Cố Tường Binh (tiếng Trung: 顾祥兵; sinh tháng 2 năm 1959) là phó đô đốc Quân Giải phóng Nhân dân Trung Quốc (PLA), giữ chức Phó Tư lệnh Chiến khu Đông Bộ Quân Giải phóng Nhân dân Trung Quốc từ tháng 1 năm 2016. Ông là đại biểu của Đại hội Đại biểu Nhân dân toàn quốc khóa XIII.

## Tiểu sử
Cố Tường Binh sinh ra ở Khải Đông, Giang Tô, vào tháng 2 năm 1959. Ông nhập ngũ vào Quân đội Giải phóng Nhân dân năm 1978. Tháng 12 năm 2008, ông trở thành phó tham mưu trưởng Hạm đội Bắc Hải. Tháng 12 năm 2009, ông được bổ nhiệm làm hiệu trưởng Học viện Tàu ngầm Hải quân PLA, kế nhiệm Ngụy Học Nghĩa. Vào tháng 7 năm 2011, ông trở thành Phó Tư lệnh Hạm đội Đông Hải, và giữ chức vụ cho đến tháng 1 năm 2016, khi ông được bổ nhiệm làm Phó Tư lệnh Chiến khu Đông Bộ Quân Giải phóng Nhân dân Trung Quốc.
Ông được thăng quân hàm chuẩn đô đốc vào tháng 7 năm 2010 và phó đô đốc vào tháng 7 năm 2017.